# Hotchkiss M1914
«Гочкіс» M1914 (фр. Mitrailleuse Hotchkiss modèle 1914) — 8-мм станковий кулемет виробництва французької компанії Hotchkiss, що перебував на озброєнні французької армії, а пізніше в багатьох арміях світу з часів Першої світової війни до 1960-х років.

## Історія
Кулемет «Гочкіс» розроблявся на основі дизайну автоматичної зброї австрійського капітана барона Адольфа Одколека фон Уезда, випробування якого відбулися в 1893 році в Сен-Дені, поблизу Парижа. 1895 році був придбаний патент фірмою Бенджаміна Гочкіса, вихідця зі Сполучених Штатів, що заснував цю збройову компанію. Під час покупки Бенджаміна Гочкісавже не було в живих, але надалі конструкція Одколека була значно вдосконалена під керівництвом американця Лоуренса Вінсента Бенета.
У 1898 році компанія Hotchkiss запропонувала експортну модель для міжнародних продажів і продала свій кулемет до Бразилії, Чилі, Японії, Мексики, Норвегії та Венесуели того ж року. З деякими конструктивними змінами, такими як додавання п'яти охолоджувальних кілець радіатора на ствол кулемету, була розроблена версія Mle 1900 року. 1901 році кулемет був випробуваний двома батальйонами шассерів, а в 1903—1904 роках кавалерійськими частинами. 1906 році французька армія придбала ще 50 кулеметів Hotchkiss для проведення порівняльних випробувань, але на озброєння її піхотних частин був прийнятий більш складний Puteaux Mle 1905 (модернізований як St. Étienne Mle 1907). Разом з цим, 600 станкових кулеметів Mle 1900 було закуплено французькими військовими для використання своїми колоніальними військами в закордонних колоніях.
На початку Першої світової війни промислові потужності фірми Manufacture d'armes de Saint-Étienne виявилися неспроможними задовольнити конче гостру потребу у виготовленні кулеметів St. Étienne Mle 1907, тому командування французької армії вирішило прийняти на озброєння «Гочкіс» M1900 року. Після внесення деяких незначних модифікацій, цей кулемет надійшов як Mitrailleuse Automatique 1914. Спочатку кулемет «Гочкіс» постачався другорядним військам, але з 1916 року французькі фронтові підрозділи почали використовувати Mle 1914. Того року парламентський слідчий комітет дійшов висновку, що Hotchkiss був більш надійним, ніж «Сент-Етьєн» і виробництво останнього було зупинено.

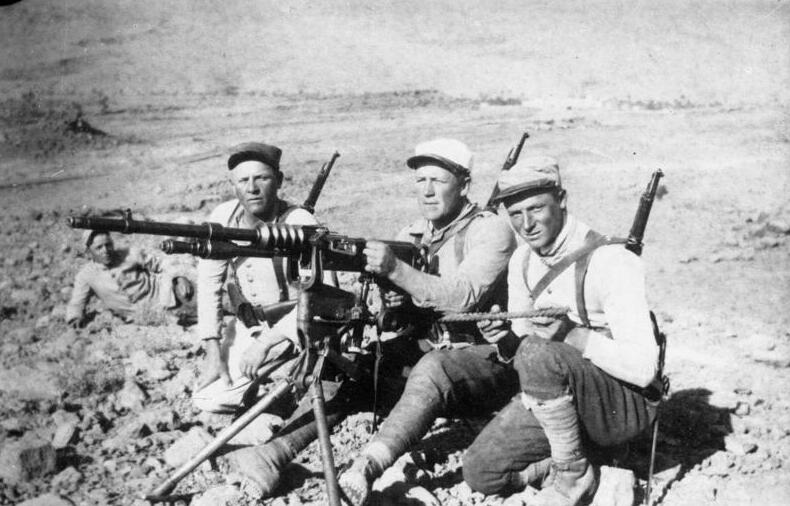
Французькі легіонери з кулеметом «Гочкіс» на вогневій позиції. Марокко. 1920

## Країни-експлуатанти
- Національна армія визволення
- Сухопутні війська Бельгії

- Бразилія
- Венесуела
- Збройні сили В'єтнаму

- Греція
- Ефіопська імперія
- Іспанія
- Королівство Італія
- Республіка Китай (1912–1949)
- Сухопутні війська Китайської Народної Республіки

- Маньчжурська держава
- Мексика
- Норвегія
- Сухопутні війська Перу

- Польща
- Румунія
- Російська РФСР
- Сальвадор
- Армія США

- Третій Рейх
- Туреччина
- Сухопутні війська Фінляндії

- Сухопутні війська Франції

- Чехословаччина
- Сухопутні війська Чилі

- Швеція
- Югославія
- Імперська армія Японії